# Friedrich August Marschall von Bieberstein

Friedrich August Freiherr Marschall von Bieberstein, auch als L. B. Friderico, (* 30. Juli 1768 in Stuttgart; † 28. Juni 1826 in Merefa bei Charkow) war ein deutscher Botaniker und Forschungsreisender. Sein offizielles botanisches Autorenkürzel lautet „M.Bieb.“

## Herkunft
Friedrich August Marschall von Bieberstein war ein Mitglied des alten meißnischen Adelsgeschlechts Marschall von Bieberstein. Seine Eltern waren der württembergische Oberst und spätere oettingen-wallersteinische Hofmarschall Conrad Otto Christoph Freiherr Marschall von Bieberstein (1726–1796) und dessen Frau Johanna Theresia Henriette geb. von Wolf (1738–1783).

## Leben
Wie seine beiden Brüder Ernst Franz Ludwig und Karl Wilhelm war Friedrich August Marschall von Bieberstein Absolvent der Hohen Karlsschule in Stuttgart. Er interessierte sich schon in seiner Jugend für Naturwissenschaften. Seine wissenschaftliche Karriere begann 1792, als er seinen Dienst im russischen Militär auf der Krim antrat. Marschall von Bieberstein lebte in Russland und wurde später kaiserlich-russischer Staatsrat, Direktor des Seidenbaus und Kurator der Flora Taurico-Caucasica.
Er führte mehrere Forschungsreisen im Kaukasus durch und veröffentlichte eine geographische Beschreibung der Länder im Kaukasus (siehe Bild). Sie enthält Angaben über Topographie, Geschichte, Wirtschaft, Bevölkerung sowie über die Pflanzen- und Tierwelt. Einige der dort beheimateten Pflanzen wurden von ihm entdeckt bzw. erstmals beschrieben und tragen heute seinen Namen. Ferner soll er an der Erstellung und Weiterentwicklung des Parks im Sommerpalast des russischen Zaren auf der Krim mitgewirkt haben.
Nach seinem Tod wurde seine etwa 10.000 Arten umfassende Pflanzensammlung von der Akademie der Wissenschaften in St. Petersburg erworben; sie befindet sich derzeit im Botanischen Institut Komarov.

## Taxonomische Ehrung
Ihm zu Ehren wurde die Gattung Biebersteinia Steph. aus der Ordnung der Seifenbaumartigen (Sapindales) und der Familie der Biebersteiniaceae benannt sowie die Distel Klasea biebersteiniana.

## Werke
- Flora taurico-caucasica. (1808–1819).
- Centuria plantarum rariorum Rossiae meridionalis. (Teil I, 1810; Teil II, 1832; Teil III, 1843).